# Hydrobiosella amblyopia
Hydrobiosella amblyopia là một loài Trichoptera trong họ Philopotamidae. Chúng phân bố ở miền Australasia.